# Rinkebysvensk
Rinkebysvensk er navnet på en varietet af svensk, der særligt benyttes blandt personer med indvandrerbaggrund eller, som er opvokset i områder, hvor beboerne overvejende har indvandrerbaggrund. Rinkebysvensk har navn efter forstaden Rinkeby, der er beliggende udenfor Stockholm. Varieteten kaldes også förortssvenska, miljonsvenska, rosengårdssvenska, invandrarsvenska og blattesvenska. Svenska Språkrådet har anbefalet betegnelsen "shobresvensk", da denne ikke er knyttet til nogen bestemt del af Sverige. En neutral term, der anvendes af svenske sprogforskere er "multietnisk ungdomsspråk".